# Dragoman (ort i Bulgarien)
Dragoman (bulgariska: Драгоман) är en ort i Bulgarien.   Den ligger i kommunen Obsjtina Dragoman och regionen Sofijska oblast, i den västra delen av landet, 40 km nordväst om huvudstaden Sofia. Dragoman ligger 720 meter över havet och antalet invånare är 3 814.
Terrängen runt Dragoman är kuperad åt nordväst, men åt sydost är den platt. Närmaste större samhälle är Slivnitsa, 11,3 km sydost om Dragoman. 
Trakten runt Dragoman består till största delen av jordbruksmark. Runt Dragoman är det ganska tätbefolkat, med 52 invånare per kvadratkilometer.